# Philip Stanhope, III conte di Chesterfield
Philip Stanhope, III conte di Chesterfield (3 febbraio 1673 – Bretby, 27 gennaio 1726), è stato un nobile inglese.

## Biografia
Era il figlio di Philip Stanhope, II conte di Chesterfield, e di sua moglie, Lady Elizabeth Dormer.
Successe al padre nella contea nel 1714.

## Matrimonio
Sposò, il 24 febbraio 1692, Lady Elizabeth Saville (28 agosto 1675-6 settembre 1708), figlia di George Savile, I marchese di Halifax e Gertrude Pierrepont. Ebbero tre figli:
- Lady Gertrude Stanhope, sposò Sir Charles Hotham, V Baronetto, ebbero un figlio;
- Philip Stanhope, IV conte di Chesterfield (22 settembre 1694-24 marzo 1773);
- Lord William Stanhope (1702-1772), sposò Anne Hussey, non ebbero figli.

## Morte
Morì il 27 gennaio 1726, a 52 anni, a Bretby, nel Derbyshire. Fu sepolto a Shelford, nel Nottinghamshire.

## Ascendenza
|                                            |                                     |                                          | Genitori                             |  |  | Nonni |  |  | Bisnonni                                 |  |  | Trisnonni         |  |
|                                            |                                     |                                          |                                      |  |  |       |  |  | Philip Stanhope, I conte di Chesterfield |  |  | sir John Stanhope |  |
|                                            |                                     |                                          |                                      |  |  |       |  |  | Philip Stanhope, I conte di Chesterfield |  |  | sir John Stanhope |  |
|                                            |                                     | Cordell Alington                         |                                      |  |  |       |  |  | Philip Stanhope, I conte di Chesterfield |  |  |                   |  |
| Henry Stanhope, lord Stanhope              |                                     |                                          |                                      |  |  |       |  |  | Philip Stanhope, I conte di Chesterfield |  |  |                   |  |
|                                            |                                     | lady Catherine Hastings                  | Francis Hastings, barone Hastings    |  |  |       |  |  |                                          |  |  |                   |  |
|                                            |                                     | lady Catherine Hastings                  | Francis Hastings, barone Hastings    |  |  |       |  |  |                                          |  |  |                   |  |
|                                            |                                     | lady Catherine Hastings                  | Sarah Harington                      |  |  |       |  |  |                                          |  |  |                   |  |
| Philip Stanhope, II conte di Chesterfield  |                                     | lady Catherine Hastings                  |                                      |  |  |       |  |  |                                          |  |  |                   |  |
|                                            |                                     | Thomas Wotton, II barone di Wotton       | Edward Wotton, I barone di Wotton    |  |  |       |  |  |                                          |  |  |                   |  |
|                                            |                                     | Thomas Wotton, II barone di Wotton       | Edward Wotton, I barone di Wotton    |  |  |       |  |  |                                          |  |  |                   |  |
|                                            |                                     | Thomas Wotton, II barone di Wotton       | Hester Pickering                     |  |  |       |  |  |                                          |  |  |                   |  |
| hon. Katherine Wotton                      |                                     | Thomas Wotton, II barone di Wotton       |                                      |  |  |       |  |  |                                          |  |  |                   |  |
|                                            |                                     | Mary Throckmorton                        | sir Arthur Throckmorton              |  |  |       |  |  |                                          |  |  |                   |  |
|                                            |                                     | Mary Throckmorton                        | sir Arthur Throckmorton              |  |  |       |  |  |                                          |  |  |                   |  |
|                                            |                                     | Mary Throckmorton                        | Anne Lucas                           |  |  |       |  |  |                                          |  |  |                   |  |
| Philip Stanhope, III conte di Chesterfield |                                     | Mary Throckmorton                        |                                      |  |  |       |  |  |                                          |  |  |                   |  |
|                                            | Robert Dormer, I conte di Carnarvon | Robert Dormer, I barone Dormer           |                                      |  |  |       |  |  |                                          |  |  |                   |  |
|                                            | Robert Dormer, I conte di Carnarvon | Robert Dormer, I barone Dormer           |                                      |  |  |       |  |  |                                          |  |  |                   |  |
|                                            | Robert Dormer, I conte di Carnarvon | Alice Molyneux                           |                                      |  |  |       |  |  |                                          |  |  |                   |  |
| Charles Dormer, II conte di Carnarvon      | Robert Dormer, I conte di Carnarvon |                                          |                                      |  |  |       |  |  |                                          |  |  |                   |  |
|                                            |                                     | lady Anna Sophia Herbert                 | Philip Herbert, IV conte di Pembroke |  |  |       |  |  |                                          |  |  |                   |  |
|                                            |                                     | lady Anna Sophia Herbert                 | Philip Herbert, IV conte di Pembroke |  |  |       |  |  |                                          |  |  |                   |  |
|                                            |                                     | lady Anna Sophia Herbert                 | lady Susan de Vere                   |  |  |       |  |  |                                          |  |  |                   |  |
| lady Elizabeth Dormer                      |                                     | lady Anna Sophia Herbert                 |                                      |  |  |       |  |  |                                          |  |  |                   |  |
|                                            |                                     | Arthur Capell, I barone Capell di Hadham | Henry Capell                         |  |  |       |  |  |                                          |  |  |                   |  |
|                                            |                                     | Arthur Capell, I barone Capell di Hadham | Henry Capell                         |  |  |       |  |  |                                          |  |  |                   |  |
|                                            |                                     | Arthur Capell, I barone Capell di Hadham | Theodosia Montagu                    |  |  |       |  |  |                                          |  |  |                   |  |
| hon. Elizabeth Capell                      |                                     | Arthur Capell, I barone Capell di Hadham |                                      |  |  |       |  |  |                                          |  |  |                   |  |
|                                            |                                     | Elizabeth Morrison                       | sir Charles Morrison, I baronetto    |  |  |       |  |  |                                          |  |  |                   |  |
|                                            |                                     | Elizabeth Morrison                       | sir Charles Morrison, I baronetto    |  |  |       |  |  |                                          |  |  |                   |  |
|                                            |                                     | Elizabeth Morrison                       | hon. Mary Hicks                      |  |  |       |  |  |                                          |  |  |                   |  |
|                                            |                                     | Elizabeth Morrison                       |                                      |  |  |       |  |  |                                          |  |  |                   |  |

| Controllo di autorità | VIAF (EN) 61378189 · GND (DE) 119911975X |